# Иванов, Дмитрий Степанович
Дмитрий Степанович Иванов (1907—1966) — советский военный и партийный деятель, генерал-майор авиации.

## Биография
Родился в 1907 году в селе Солмыково Кашинского уезда Тверской губернии в семье рабочего.
В рядах Красной армии — с октября 1929 года. Участник Советско-финляндской войны 1939—1940.
В годы Великой Отечественной войны Д. С. Иванов находился в действующей армии, занимал последовательно должности начальника политотделов дивизии, корпуса, армии.
После окончания войны находился на руководящей партийно-политической работе, занимал должность заместителя начальника Политического управления Уральского военного округа. В 1957—1959 годах являлся членом Военного Совета, начальником политического отдела 4-й отдельной армии ПВО. Выйдя в запас, работал председателем Свердловского областного комитета ветеранов войны.
Был награждён орденами Ленина (30.12.1956), Красного Знамени (24.09.1944, 15.11.1950), Богдана Хмельницкого 2-й степени (06.04.1945), Красной Звезды (07.04.1940, 03.11.1944), а также государственными и ведомственными медалями, в том числе «За победу над Германией в Великой Отечественной войне 1941—1945 гг.» (09.05.1945), «За взятие Берлина» (09.06.1945), «За освобождение Праги» (09.06.1945).
Умер в сентябре 1966 года в Свердловске, похоронен на Широкореченском кладбище города.